# 多治見市立北栄小学校
多治見市立北栄小学校（たじみしりつほくえいしょうがっこう）は、岐阜県多治見市旭ヶ丘にある小学校。

## 所在地
- 岐阜県多治見市旭ヶ丘10-6-82

## 通学区域
- 通学区域は、旭ヶ丘7丁目の一部、旭ヶ丘8丁目の一部、旭ヶ丘10丁目、明和町3丁目の一部、明和町4-6丁目、小名田町7丁目、小名田町西ケ洞の一部、小名田町小滝、希望ケ丘1-4丁目であり、公立中学校の進学先は多治見市立北陵中学校である[1]。

## 概要
- 児童数 - 毎年600名前後

### 教育目標
- 考える子
- はげまし合う子
- じょうぶな子

### 願う学校の姿
- 活気のある学校
- 美しい学校
- 心がかよい合う学校

## 行事
- 始業式
- 入学式
- PTA総会
- 遠足
- 家庭訪問
- 修学旅行
- 5年生各務原市少年自然の家合宿 - 2009年度までは土岐少年自然の家(翌年度休止の後、閉鎖)。
- 授業参観
- プール開き
- 夏休みプール開放
- 環境整備
- 夏休み宝物展
- 運動会
- 音楽集会
- たのしみな祭
- 社会見学
- マラソン大会
- 凧揚げ大会
- 資源回収
- 6年生を送る会
- 卒業式
- 修了式

## 沿革
- 1978年8月11日 - 北栄小学校起工式
- 1978年11月14日 - 校名決定
- 1980年2月 - 北栄校区・校章決定
- 1980年3月 - 北舎完成　根本小学校より移転
- 1980年4月 - 北栄小学校開校
- 1980年8月 - プール完成・体育館起工式・南舎完成
- 1980年9月 - 校歌制定
- 1980年10月 - 開校式
- 1981年3月 - 北栄小竣工式
- 1982年 - 児童数増加のため校舎の増築を陳情
- 1983年8月 - 日向山遊歩道設置・北栄小増築工事起工式
- 1984年 - 北舎9教室増築完成
- 1984年8月 - 交通サーキット完成
- 1985年3月 - 北栄小開校5周年記念行事実施・日時計完成
- 1987年 - 北栄小東のあさひがおかほどうきょう完成
- 1987年 - 虹のフィッシュランド（観察池・濾過機小屋）完成
- 1988年4月 - 藤だな完成
- 1989年9月 - 校歌碑除幕式
- 1990年3月3日 - 北栄小10周年記念行事実施
- 1991年3月 - 歩道橋完成（旭ヶ丘10丁目交差点）
- 1992年4月 - 発明工夫指導優良校受賞記念として百葉箱設置
- 1993年 - 日なた山に給水塔の工事が始まる
- 2004年 - 25周年記念事業
- 2007年5月 - 観察池をビオトープに改修
- 2007年8月 - パソコン教室を2Fに移設・整備
- 2008年2月 - 北舎1Ｆに北栄ギャラリーを開設

## 学校周辺
- 多治見市立北陵中学校
- 多治見西高等学校・附属中学校
- こども陶器博物館
- 多治見美濃焼卸センター
- 名古屋工業大学セラミックス基盤工学研究センター